# 斯瓦沃米尔·斯克日佩克
斯瓦沃米尔·斯坦尼斯瓦夫·斯克日佩克（波蘭語：Sławomir Stanisław Skrzypek；1963年5月10日—2010年4月10日），2007年至2010年间担任波兰国家银行行长。他出生于卡托维兹，他于西里西亚工业大学（Silesian University of Technology）毕业后在威斯康辛大学获工商管理学硕士，后来又分别在克拉科夫经济大学（Cracow University of Economics）、西里西亚大学（Silesian University）、乔治城大学和IPADE商学院获研究生学位。2007年1月10日，波兰下议院以239票赞成、202票反对与1票弃权任命他为波兰国家银行行长。当时他被莱赫·卡钦斯基总统提名时曾引起争论，反对党与其他批评者认为他缺乏经验。
2010年4月10日，他在随卡钦斯基总统一同出访俄罗斯参加卡廷惨案70周年纪念的途中，因飞机失事而遇难。